# Олимп
Олимп (грч. Όλυμπος [] — Олимпос) је највиша планина у Грчкој. Највиши врх Митикас (2.917,727 m нмв) је уједно и други највиши врх на Балкану. То је један од највиших врхова у Европи по топографској истакнутости. На грчком језику Олимп значи „Светла (планина)”. Налази се између две периферије Македоније и Тесалије, а изнад села Литохора, на око 50 км северно од Ларисе и 80 км југозападно од Солуна. Планина Олимп има 52 врха и дубоке клисуре.
Планина Олимп је позната по врло богатој флори, можда најбогатијој у Европи, са неколико ендемских врста биљака. Од 1983. године се налази под заштитом УНЕСКО-а. Такође је Светски резерват биосфере.

## Географија
Облик Олимпа формирали су киша и ветар, који су произвели изоловану кулу на скоро 3.000 m (9.800 ft) изнад мора, која је само 18 km (11 mi) удаљена од Литохора. Олимп има много врхова и скоро је кружног облика. Планина има обим од 80 km (50 mi), просечан пречник од 26 km (16 mi) и 500 km2 (190 sq mi) површине. На северозападу се налази Арумунско село Кокинопилос. Поток Макрирема одваја Олимп од масива Вулгаре. Села Петра, Вронто и Дион леже на североистоку, док се на источној страни налази град Литохоро, где Енипис дели масив Олимпа. На његовој југоисточној страни клисура Зилијана дели планину Олимп од Като Олимпа (Доњи Олимп), док се на њеном југозападном подножју налазе села Сикаминеја и Карја. Манастир Агија Тријада Спармо и село Питион леже на западу.
Суво подножје Олимпа, познато као Ксирокампи, прекривено је чапаралом и пружа станиште животињама као што су дивље свиње. Даље према истоку, Дионска равница је плодна и заливена потоцима који извиру на Олимпу.

### Врхови
Највиши врх планине Олимп је Митикас (2.918), што на грчком значи „нос”. Уз њега се својом висином издвајају: Сколио (2.911), Стефани (2.909) и Скала (2.866) која представља малу зараван и последње место за одмор изнемоглим планинарима који се одатле упућују ка Митикасу или Сколију. На Олимпу има 46 врхова виших од 2.000 и 47 виших од 1.000 m нмв.

## Геологија
Планина Олимп је формирана од седиментних стена положених пре 200 милиона година у плитком мору. Разни геолошки догађаји који су уследили изазвали су настанак читавог региона и мора. Пре око милион година глечери су прекривали Олимп и стварали његове висоравни и депресије. Са порастом температуре који је уследио, лед се топио и настали потоци однели су велике количине здробљеног камена на најнижим местима, формирајући алувијалне лепезе, које су се шириле по целом региону од подножја планине до мора. Геолошки музеј планине Олимп, који се налази у Лептокарији, пружа детаљне информације о геолошкој структури планине.

## Морфологија
Компликована геолошка прошлост региона је очигледна из морфологије Олимпа и његовог Националног парка. Карактеристике укључују дубоке клисуре и мноштво глатких врхова, од којих су многи преко 2.000 m (6.600 ft), укључујући Агиос Антониос (2.815 m (9.236 ft)), Калогерос (2.700 m (8.900 ft)), Тумпа (2.801 m (9.190 ft)) и Профитис Илијас (2.803 m (9.196 ft)). Ипак, централни, готово окомити, стеновити врхови, импресионирају посетиоца. Изнад града Литохоро, на хоризонту, рељеф планине приказује привидно „V”, између два врха скоро једнаке висине. Леви крак је врх по имену Митикас (или Пантеон). То је највиши врх Грчке. Затим, са десне стране је Стефани (или Тронос Диос [Зевсов престо – 2.902 m (9.521 ft)]), који представља најимпресивнији и најстрмији врх Олимпа, са последњих 200 метара који се нагло уздиже представља највећи изазов за пењаче. Јужније, Сколио (40° 04′ 58″ С; 22° 21′ 26″ И / 40.0829° С; 22.3571° И други највиши подврх – 2.911 m (9.551 ft)) завршава лук од око 200 степени, са својим стрмим падинама које се формирају на западној страни, попут зида, импресивне стрмине амфитеатралне шупљине, 700 m (2.300 ft) у дубину и 1.000 m (3.300 ft) у обиму, 'Мегала Казанија'. На источној страни високих врхова стрме падине формирају зону попут паралелних набора, 'Зонарија'. Још ужи и стрмији урез, 'Лукија', води до врха.
На северној страни, између Стефани и Профитис Илијаса, простире се Плато Муза, на 2.550 m (8.370 ft), док се јужније, скоро у центру масива, протеже регион алпске тундре Бара, на надморској висини од 2.350 m (7.710 ft). Олимп има бројне водедерине и јаруге. Најистакнутије су увале Маврологос-Енипеас (14 km) и Маврацас-Спармос (13 km) код Баре и „пресечни“ масив на два овална дела. У јужном подножју велика клисура Зилијана, дуга 13 km, састоји се од природне границе која одваја планину од Доњег Олимпа. Ту су и многе провалије и велики број пећина, чак и данас неистражених. Облик и распоред стена погодују настанку бројних извора, већином нижих од 2.000 m, малих сезонских језера, потока и мале реке Енипис са својим изворима на локалитету Прионија и ушћу у Егејско море.

## Освајање
Археолошки докази сугеришу да се планина Олимп редовно посећивала на верским ходочашћима током антике и раног средњег века. На пример, старогрчка грнчарија, новчићи и докази о жртвеном пепелу за које се процењује да су из 400. п. н. е. пронађени су на врху. За трећи највиши врх планине Олимпа, назван „Агиос Антониос“ (Αγιος Αντωνιος „Свети Антоније“, 2,817 м), познато је да је у антици било место светилишта Зевса на основу археолошких налаза откривених 1961. године.
Први забележени покушај да се изађе на врх планине богова одиграо се 1862, али тада Хајнриху Барту, чувеном истраживачу, није пошло за руком да се попне на сам Митикас.
Људска нога је на врх Олимпа крочила тек педесетак година касније 02.08. 1913. Експедицију су тада сачињавали Христос Какалос, Фредерик Бојсон и Данијел Бојд Бови.

## Митологија
У грчкој митологији, планина Олимп је дом дванаест олимпијских богова, најважнијих богова грчког Пантеона. Грци су сматрали да је на Олимпу саграђен кристални дворац у коме обитавају богови. Он је такође духовна аналогија „Горњег света” шаманске космологије.
Недалеко од града Литохоро налази се кањон реке Енипис где се по легенди налазе Зевсове каде, где се он по предању купао са својим љубавницама.

## Клима
Клима Олимпа се може описати као медитеранска са континенталним утицајем. Током лета падавине су честе, обично као вечерње олује са грмљавином, често праћене градом и јаким ветровима. Међутим, извори воде преко 2.000 метара су ретки и посетиоци треба да се постарају да увек имају воду и наравно неопходну одећу за све временске услове.

## Флора и фауна
Национални парк Олимп се сматра једним од најбогатијих региона флоре у Грчкој, са око 1.700 врста и подврста, које представљају око 25% грчке флоре. Од њих, 187 је окарактерисано као значајне, 56 је грчких ендемских врста и од њих 23 локалних ендема, односно могу се наћи само на Олимпу, а 16 су ретке у Грчкој или/и тамо имају ограничено ширење у северној Грчкој. Важну књигу о биљкама и цвећу, од плажа Егејског мора до горњих предела планине Олимп, написао је 1980. шведски ботаничар Арне Стрид.
Фауна Οлимпа, која до сада није систематски проучавана, обухвата значајну разноврсност и обележена је значајним, ретким и угроженим врсте. Велики сисари, који су раније живели у региону, попут јелена, су нестали. У античко доба постојали су лавови (Паусаније), док су бар до 16. века постојали медведи (Житије Св. Дионисија Каснијег).